# Післегово
Післе́гово (рос. Пислегово) — присілок у складі Шарканського району Удмуртії, Росія.

## Населення
Населення — 55 осіб (2010; 92 у 2002).
Національний склад станом на 2002:
- удмурти — 88 %

## Урбаноніми[3]
- вулиці — Садова